# Scolochloa festucacea
Scolochloa festucacea là một loài thực vật có hoa trong họ Hòa thảo. Loài này được (Willd.) Link miêu tả khoa học đầu tiên năm 1827.

## Hình ảnh

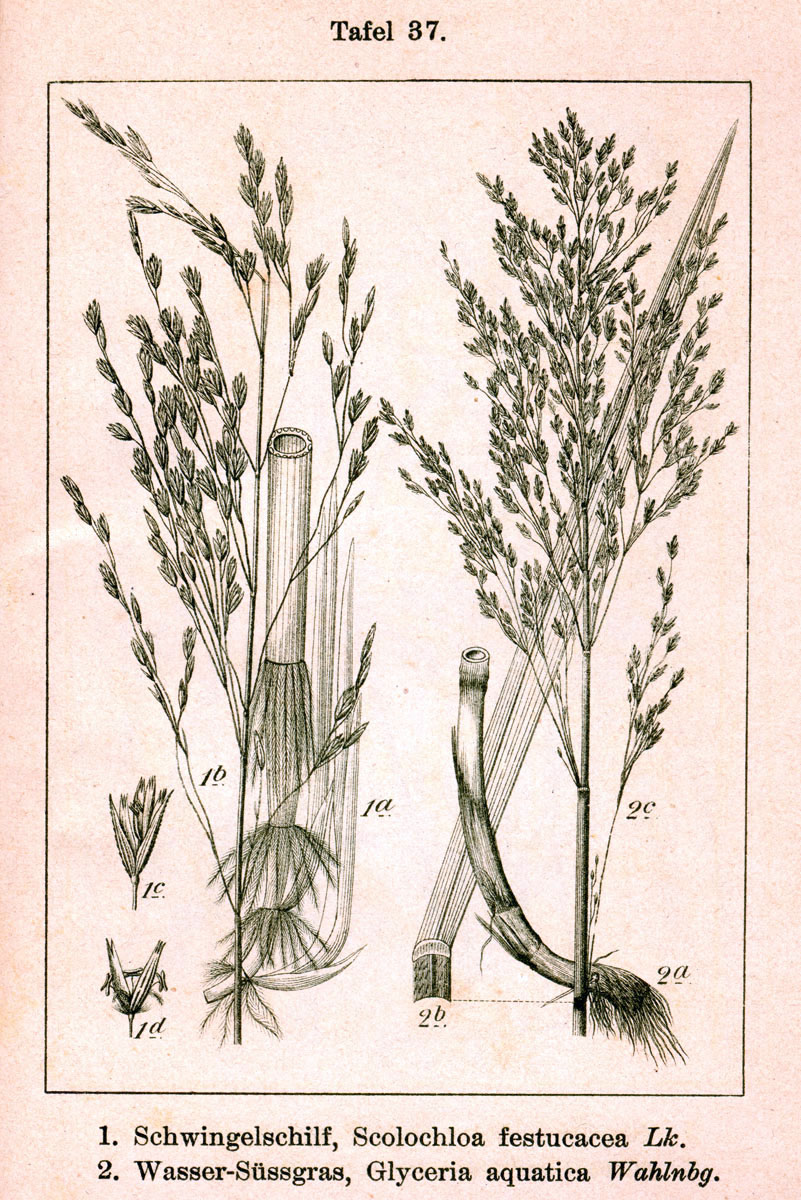